# إيرني مكوي
إيرني مكوي (بالإنجليزية: Ernie McCoy)‏ هو سائق فورمولا 1 ومهندس أمريكي، ولد في 19 فبراير 1921 في ريدينغ في الولايات المتحدة، وتوفي في 4 فبراير 2001 في بورت أورنج في الولايات المتحدة.

## روابط خارجية
- إيرني مكوي على موقع DriverDB.com (الإنجليزية)